# 天兵
天兵（1994年4月14日－），原名王彬，摔跤艺名天兵，男，中国职业摔跤选手，目前活跃于美国职业摔跤联盟。

## 职业摔跤生涯

### 猪木基因联盟时期 (2013-2016)
王彬的摔跤首秀是2013年12月31日在日本的猪木基因联盟(IGF)的比赛，他击败了石泽常光。之后三年他一直在IGF摔跤，直到2016年和WWE签约。

### 美国职业摔跤联盟时期 (2016-至今)
2016年6月16日，WWE正式宣布和王彬签约。
2016年10月26日，王彬以天兵这一艺名在WWE NXT首次亮相，他与香港籍摔跤选手何颢麟联手在杜斯提·罗兹双打经典赛中出战，负于摔跤组合#DIY。
2017年3月30日，WWE在Twitter上宣布天兵将在第三十三届摔角狂热的巨人安德烈纪念赛中出战.
2017年4月2日，在巨人安德烈纪念赛中，天兵淘汰了梵旦哥和泰勒·布里斯，之后被多夫·锡格勒淘汰。